# روس إي. دان
روس إي. دان (بالإنجليزية: Ross E. Dunn)‏ (22 سبتمبر 1941)؛ مؤرخ وروائي أمريكي. درس في جامعة ويسكونسن-ماديسون.